# Taofik Salhi
Taofik Salhi (ur. 21 sierpnia 1979 w Tunisie) – tunezyjski piłkarz, grający na pozycji pomocnika.

## Kariera piłkarska

### Kariera klubowa
Karierę piłkarską rozpoczął w Association Mégrine Sportive. Potem występował w tunezyjskich klubach Club Africain Tunis i Stade Tunisien. W styczniu 2007 roku przeszedł do ukraińskiej Zorii Ługańsk, w składzie której debiutował 3 marca 2007 w Wyższej Lidze w meczu z Szachtarem Donieck. Latem 2008 wyjechał do Kazachstanu, gdzie bronił barw klubów  Wostok Öskemen i Ordabasy Szymkent. Latem 2010 został piłkarzem ukraińskiego PFK Sewastopol. Po spadku sewastopolskiego klubu z Premier-Lihi latem 2011 przeniósł się do beniaminka FK Ołeksandrija. Po zakończeniu sezonu 2011/12 opuścił ukraiński klub. Na początku 2013 został piłkarzem Club Sportif Sfaxien.

## Sukcesy i odznaczenia

### Sukcesy klubowe
- zdobywca Pucharu Tunezji: 2003